# Pegasus VIII
Pegasus VIII (précédemment Pegasus V, précédemment Princess Mariana) est un yacht de luxe construit en 2003 par Royal Denship (Danemark). Le design extérieur a été conçu par Espen Oeino et le design intérieur par François Zuretti.
Certaines parties de la coque peuvent s'ouvrir, offrant des terrasses de teck juste au-dessus du niveau de la mer. Le bateau dispose d'un héliport (2 hélicoptères) qui peut être converti en terrain de golf virtuel avec grand écran, d'un jacuzzi et d'un bassin qui, une fois rempli, sert de garage pour un petit bateau ou même de piscine. À bord on y trouve aussi un cinéma (13 places), une salle de sport et des jet-skis. Les fêtards seront comblés puisque sur un pont il y a une piste de danse, 2 bars, un piano de concert, un barbecue, et même une cave contenant 1 000 bouteilles de tequila. 
Le yacht accueille 26 membres d'équipage et jusqu'à 12 passagers qui coucheront dans 2 suites VIP, deux cabines de luxe doubles, une cabine double. Le propriétaire a, lui, droit à une suite avec balcon sur la mer, 2 douches, un bain vapeur, et une « mini station thermale ».
Commandé par le Mexicain Carlos Peralta (en), le navire occupe en 2006 le 33ème rang des plus longs yachts privés du monde. Il est revendu en mai 2011 au magnat américain Ronald Tutor (en) pour 88 millions de dollars. En 2015, le yacht est racheté par Mohammed Ben Salmane qui le rebaptise Pegasus VIII.